# Fehérvár Enthroners 2021
Questa voce raccoglie le informazioni riguardanti i Fehérvár Enthroners nelle competizioni ufficiali della stagione 2021.

## Prima squadra

### HFL

#### Stagione regolare

##### Prima fase
| Székesfehérvár 1º maggio 2021 1ª giornata | Fehérvár Enthroners | 35 – 14 (0-7, 7-0, 21-0, 7-7) | Győr Sharks | First Field |

| Budapest 16 maggio 2021 2ª giornata | Budapest Cowbells | 0 – 20 (0-6, 0-14, 0-0, 0-0) | Fehérvár Enthroners | Stadio Tichy |

| Székesfehérvár 5 giugno 2021 3ª giornata | Fehérvár Enthroners | 26 – 0 (6-0, 12-0, 0-0, 8-0) | Budapest Wolves | First Field |

##### Seconda fase
| Székesfehérvár 12 giugno 2021 Turno 1 | Győr Sharks | 7 – 28 (7-7 0-7 0-7 0-7) | Fehérvár Enthroners | First Field |

| Budapest 26 giugno 2021 Turno 3 | Budapest Wolves | - – - (annullata) | Fehérvár Enthroners |  |

#### Playoff
| Székesfehérvár 10 luglio 2021 Hungarian Bowl | Fehérvár Enthroners | 7 – 18 | Budapest Wolves | First Field |

### AFL - Division II 2021

#### Stagione regolare
| Székesfehérvár 4 settembre 2021, ore 15:00 1ª giornata | Fehérvár Enthroners | 28 – 0 (14-0 6-0 8-0 0-0) referto | Danube Dragons 2 | FIRST Field |

| Baumgarten 11 settembre 2021, ore 15:00 2ª giornata | Pannonia Eagles | 0 – 54 (0-24 0-14 0-8 0-8) referto | Fehérvár Enthroners | Franz Kovacsich Platz |

| Vienna 19 settembre 2021, ore 15:00 3ª giornata | Vienna Warlords | 7 – 35 | Fehérvár Enthroners | Sportzentrum Ravelin |

| Székesfehérvár 2 ottobre 2021, ore 15:00 4ª giornata | Fehérvár Enthroners | 50 – 7 (6-0 14-7 8-0 22-0) referto | Vienna Warlords | FIRST Field |

| Maria Enzersdorf 10 ottobre 2021, ore 17:00 5ª giornata | Danube Dragons 2 | 21 – 58 (7-0 0-30 14-16 0-12) referto | Fehérvár Enthroners | BSFZ Südstadt |

| Székesfehérvár 16 ottobre 2021, ore 15:00 6ª giornata | Fehérvár Enthroners | 49 – 0 (20-0 22-0 7-0 0-0) referto | Pannonia Eagles | FIRST Field |

#### Playoff
| Székesfehérvár 30 ottobre 2021, ore 15:00 Semifinale | Fehérvár Enthroners | 70 – 0 (28-0 21-0 21-0 0-0) referto | Styrian Hurricanes | FIRST Field |

| 13 novembre 2021 Iron Bowl | Schwaz Hammers | 35 – 0 (a tavolino) | Fehérvár Enthroners |  |

#### Central European Football League 2021

##### Playoff
| Coira 29 maggio 2021, ore 18:00 | Calanda Broncos | 1 – 0 (a tavolino) | Fehérvár Enthroners | Sportplatz Ringstrasse |

### Statistiche di squadra
| Competizione                   | %Vittorie | In casa | In casa | In casa | In casa | In casa | In casa | In trasferta | In trasferta | In trasferta | In trasferta | In trasferta | In trasferta | Totale | Totale | Totale | Totale | Totale | Totale |
| Competizione                   | %Vittorie | G       | V       | N       | P       | Pf      | Ps      | G            | V            | N            | P            | Pf           | Ps           | G      | V      | N      | P      | Pf     | Ps     |
| ------------------------------ | --------- | ------- | ------- | ------- | ------- | ------- | ------- | ------------ | ------------ | ------------ | ------------ | ------------ | ------------ | ------ | ------ | ------ | ------ | ------ | ------ |
| HFL - Stagione regolare        | 1.000     | 2       | 2       | 0       | 0       | 61      | 14      | 1            | 1            | 0            | 0            | 20           | 0            | 3      | 3      | 0      | 0      | 81     | 14     |
| HFL - Seconda fase             | 1.000     | 0       | 0       | 0       | 0       | 0       | 0       | 1            | 1            | 0            | 0            | 28           | 7            | 1      | 1      | 0      | 0      | 28     | 7      |
| HFL - Playoff                  | .000      | 1       | 0       | 0       | 1       | 7       | 18      | 0            | 0            | 0            | 0            | 0            | 0            | 1      | 0      | 0      | 1      | 7      | 18     |
| AFL-Div.II - Stagione regolare | 1.000     | 3       | 3       | 0       | 0       | 127     | 7       | 3            | 3            | 0            | 0            | 147          | 28           | 6      | 6      | 0      | 0      | 274    | 35     |
| AFL-Div.II - Playoff           | .500      | 1       | 1       | 0       | 0       | 70      | 0       | 1            | 0            | 0            | 1            | 0            | 35           | 2      | 1      | 0      | 1      | 70     | 35     |
| CEFL Playoff                   | .000      | 0       | 0       | 0       | 0       | 0       | 0       | 1            | 0            | 0            | 1            | 0            | 1            | 1      | 0      | 0      | 1      | 0      | 1      |
| Totale                         | .786      | 7       | 6       | 0       | 1       | 265     | 39      | 7            | 5            | 0            | 2            | 195          | 71           | 14     | 11     | 0      | 3      | 460    | 110    |

## Seconda squadra

### Divízió II

#### Stagione regolare
| 2 maggio 2021 2ª giornata | Kaposvár-Taszár Hornets | 0 – 20 (a tavolino) | Fehérvár Enthroners 2 |  |

| 8 maggio 2021 3ª giornata | Fehérvár Enthroners 2 | 9 – 12 | Pécs Legioners |  |

| 29 maggio 2021 6ª giornata | Fehérvár Enthroners 2 | 9 – 39 | Tatabánya Mustangs |  |

| 13 giugno 2021 8ª giornata | Budapest Wolves 2 | 47 – 23 | Fehérvár Enthroners 2 |  |

| 27 giugno 2021 10ª giornata | Diósd Saints | 34 – 29 | Fehérvár Enthroners 2 |  |

### Statistiche di squadra
| Competizione | %Vittorie | In casa | In casa | In casa | In casa | In casa | In casa | In trasferta | In trasferta | In trasferta | In trasferta | In trasferta | In trasferta | Totale | Totale | Totale | Totale | Totale | Totale |
| Competizione | %Vittorie | G       | V       | N       | P       | Pf      | Ps      | G            | V            | N            | P            | Pf           | Ps           | G      | V      | N      | P      | Pf     | Ps     |
| ------------ | --------- | ------- | ------- | ------- | ------- | ------- | ------- | ------------ | ------------ | ------------ | ------------ | ------------ | ------------ | ------ | ------ | ------ | ------ | ------ | ------ |
| Divízió II   | .200      | 2       | 0       | 0       | 2       | 18      | 51      | 3            | 1            | 0            | 2            | 72           | 81           | 5      | 1      | 0      | 4      | 90     | 132    |
| Totale       | .200      | 2       | 0       | 0       | 2       | 18      | 51      | 3            | 1            | 0            | 2            | 72           | 81           | 5      | 1      | 0      | 4      | 90     | 132    |